# ان‌بی‌ای ۲کی۱۸
ان‌بی‌ای ۲کی۱۸ (به انگلیسی: NBA 2K18) یک بازی ویدئویی در سبک ورزشی است که توسط ۲کا اسپورتس و در پلت‌فرم‌های مایکروسافت ویندوز، اکس‌باکس ۳۶۰، اکس‌باکس وان، نینتندو سوئیچ، پلی‌استیشن ۳، و پلی‌استیشن ۴ منتشر شده‌است.